# Манастирец
Манастирец (мкд. Манастирец) је насеље у Северној Македонији, у средишњем делу државе. Манастирец је насеље у оквиру општине Росоман.

## Историја
У месту је 1900. године радила српска школа са учитељем Антонијем Тодоровићем Призренцом. У манастиру је у храму на празник Св. Саву служена литургија, а затим се сишло у село где су деца певала "Ускликнимо с љубављу". У школи је после резања славског колача, беседио учитељ Антоније. Домаћин школски (славски) газда Анастас Радевић угостио је све присутне.

## Географија
Манастирец је смештен у средишњем делу Северне Македоније. Од најближег већег града, Кавадараца, насеље је удаљено 15 km северозападно.
Насеље Манастирец се налази у историјској области Тиквеш. Село је смештено у долини Црне реке, притоке Вардара, у средишњем Тиквешке котлине. Насеље је положено на приближно 150 метара надморске висине, на првим бреговима изнад реке.
Месна клима је измењена континентална са значајним утицајем Егејског мора (жарка лета).

## Становништво
Манастирец је према последњем попису из 2002. године имао 321 становника.
Већинско становништво у насељу су етнички Македонци (95%), а остало су Срби. Почетком 20. века значајан део становништва чинили су Турци, који су после Првог светског рата иселили у матицу.
Претежна вероисповест месног становништва је православље.